# 罗尼奥纳
罗尼奥纳（法語：Rognonas，法語發音：[ʁɔɲɔna]）是法国罗讷河口省的一个市镇，属于阿尔勒区。

## 地理
罗尼奥纳（43°54'3"N, 4°48'17"E）面积9.41 平方千米，位于法国普罗旺斯-阿尔卑斯-蓝色海岸大区罗讷河口省，该省份为法国东南部沿海省份，北起沃克吕兹省，西接加尔省，南濒地中海，东临瓦尔省。
与罗尼奥纳接壤的市镇（或旧市镇、城区）包括：巴邦塔讷、沙托勒纳尔、格拉沃松、亞維農。
罗尼奥纳的时区为UTC+01:00、UTC+02:00（夏令时）。

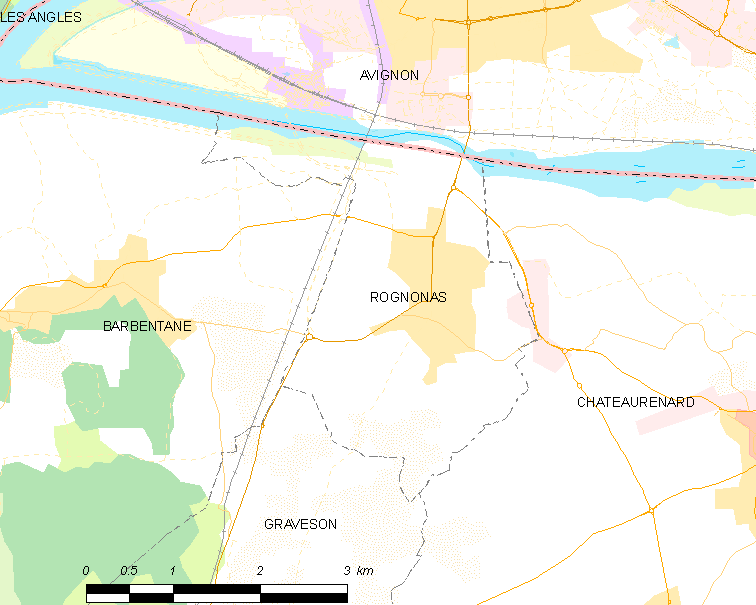
罗尼奥纳的OSM定位图

## 行政
罗尼奥纳的邮政编码为13870，INSEE市镇编码为13083。

## 政治
罗尼奥纳所属的省级选区为沙托勒纳尔县。

## 人口

1962-2008年间罗尼奥纳人口变化图示

罗尼奥纳于2022年1月1日时的人口数量为4186人。